# Rabe
Rabe (izvirno srbsko Рабе; madžarsko Rábé) je naselje v Srbiji, ki upravno spada pod Občino Novi Kneževac; slednja pa je del Severnobanatskega upravnega okraja.

## Demografija
V naselju živi 109 polnoletnih prebivalcev, pri čemer je njihova povprečna starost 43,9 let (40,3 pri moških in 48,0 pri ženskah). Naselje ima 58 gospodinjstev, pri čemer je povprečno število članov na gospodinjstvo 2,33.
To naselje je v glavnem madžarsko (glede na popis iz leta 2002), a v času zadnjih treh popisov je opazno zmanjšanje števila prebivalcev.
|  |

| Demografija | Demografija     | Demografija     |
| Leto        | Št. prebivalcev | Št. prebivalcev |
| ----------- | --------------- | --------------- |
|             |                 |                 |
|             |                 |                 |
|             |                 |                 |
|             |                 |                 |
| 1948        | 400             |                 |
| 1953        | 407             |                 |
| 1961        | 390             |                 |
| 1971        | 306             |                 |
| 1981        | 221             |                 |
| 1991        | 195             | 194             |
| 2002        | 137             | 135             |
|             |                 |                 |

| Etnična sestava po popisu iz leta 2002 | Etnična sestava po popisu iz leta 2002 | Etnična sestava po popisu iz leta 2002 | Etnična sestava po popisu iz leta 2002 | Etnična sestava po popisu iz leta 2002 |
| -------------------------------------- | -------------------------------------- | -------------------------------------- | -------------------------------------- | -------------------------------------- |
| Madžari                                | Madžari                                |                                        | 123                                    | 91,11%                                 |
| Jugoslovani                            | Jugoslovani                            |                                        | 5                                      | 3,70%                                  |
| Srbi                                   | Srbi                                   |                                        | 4                                      | 2,96%                                  |
| Neznano                                | Neznano                                |                                        | 1                                      | 0,74%                                  |